# Andel
|  | Aquest article tracta sobre el municipi francés. Vegeu-ne altres significats a «Andel (desambiguació)». |

Andel (en bretó Andel, gal·ló Andèu) és un municipi francès, situat a la regió de Bretanya, al departament de Costes del Nord. L'any 2005 tenia 1.125 habitants.

## Demografia
| 1962                                       | 1968 | 1975 | 1982 | 1990 | 1999 |
| ------------------------------------------ | ---- | ---- | ---- | ---- | ---- |
| 505                                        | 517  | 565  | 717  | 727  | 900  |
| Des de 1962: població sense dobles comptes |      |      |      |      |      |

## Administració
| Període | Identitat         | Partit |
| ------- | ----------------- | ------ |
| -2008   | Sébastien Couepel |        |
| 2008-   | Daniel Donet      |        |